# Komunistyczna Partia Islandii

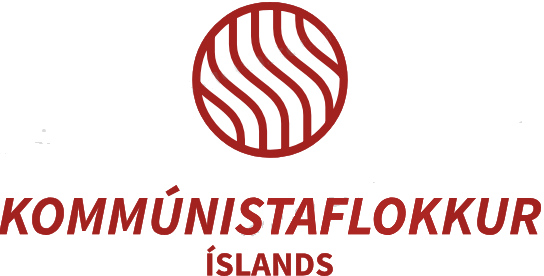
Logo Kommúnistaflokkur Íslands

Komunistyczna Partia Islandii (isl. Kommúnistaflokkur Íslands) – islandzka partia polityczna istniejąca wi latach 1930-1938.
Założona w listopadzie 1930 przez grupę młodych działaczy, którzy wcześniej tworzyli frakcję komunistyczną wewnątrz Partii Socjaldemokratycznej. Należała do Kominternu. Czterokrotnie brała udział w wyborach do Althingu, ale tylko raz, w roku 1937, udało jej się zdobyć mandaty.
W roku 1938 zjednoczyła się z inną grupą działaczy, którzy odeszli z Partii Socjaldemokratycznej, tworząc Partię Jedności Ludowej (Sameiningarflokkur alþýðu – Sósíalistaflokkurinn). Partia Jedności Ludowej nie należała do Kominternu, choć dominowali w niej komuniści. W roku 1956 współtworzyła koalicję wyborczą, a w roku 1968 partię pod nazwą Związek Ludowy.

## Wyniki wyborów
| Wybory | % głosów | +/–% | Liczba mandatów | +/– |
| ------ | -------- | ---- | --------------- | --- |
| 1931   | 3,0      |      | 0               | ±0  |
| 1933   | 7,5      | +4,5 | 0               | ±0  |
| 1934   | 6,0      | –1,5 | 0               | ±0  |
| 1937   | 8,5      | +2,5 | 3               | +3  |